# SAR-Klasse 18
Die Fahrzeuge der Klasse 18 der South African Railways (SAR) waren Dreizylinder-Dampflokomotive mit der Achsfolge 1’E1’ (Santa Fe). 
Die Lokomotiven wurden eingeführt, um die nicht für höhere Geschwindigkeiten geeigneten Mallet-Lokomotiven der Klasse MF auf der Strecke eMalahleni–Germiston abzulösen. Die vorhandenen steifrahmigen Lokomotiven waren den dort verkehrenden schweren Kohlenzügen nicht gewachsen.
Die zwei 1927 von Henschel gelieferten Lokomotiven gingen an die Grenze des auf Kapspur Machbaren. Es waren – abgesehen von kleinrädrigen Tenderlokomotiven – die ersten fünffach gekuppelten Lokomotiven in Südafrika und auch die ersten (und einzigen) mit einem einfachwirkenden Dreizylindertriebwerk (Drillingstriebwerk). Die Schieberbewegung des inneren Zylinders wurde über ein Hebelsystem aus den Bewegungen der beiden äußeren Schieber abgeleitet (Bauart Gresley), welche wiederum von einer Heusinger-Steuerung bewegt wurden.
Mit einem Gesamtgewicht ohne Tender von 116,4 t – mehr als die deutsche Baureihe 44 – waren die Maschinen deutlich größer und schwerer als alle bis dahin gebauten steifrahmigen Kapspurlokomotiven, und die Zugkraft lag mit 23,4 t bei 75 % Kesseldruck höher als die der damals für diese Spurweite existierenden Mallet- und Garratt-Lokomotiven. Im Gesamtgewicht wurden die Lokomotiven auch später nur noch von der Klasse 25 übertroffen, die allerdings nicht die Zugkraft der Klasse 18 erreichte.
Um mit dem Kuppelradstand von etwa sechs Metern engere Kurven durchfahren zu können, war die führende Laufachse mit der ersten Kuppelachse zu einem Krauss-Helmholtz-Lenkgestell verbunden. Außerdem hatten die Räder des dritten und vierten Kuppelradsatzes keine Spurkränze, was jedoch zu einem hohen Spurkranzverschleiß an den übrigen Rädern führte. 
Auch das Steuerungsgestänge sorgte für Probleme: Es war zu schwach dimensioniert und damit reparaturanfällig. Insgesamt konnten die Lokomotiven nicht überzeugen, und es blieb bei den beiden Exemplaren. Sie waren bis 1951 im Einsatz und wurden anschließend verschrottet.